# Excalibur Series IV
 Excalibur Series IV – samochód sportowy klasy wyższej produkowany pod amerykańską marką Excalibur w latach 1980–1985.

## Historia i opis modelu

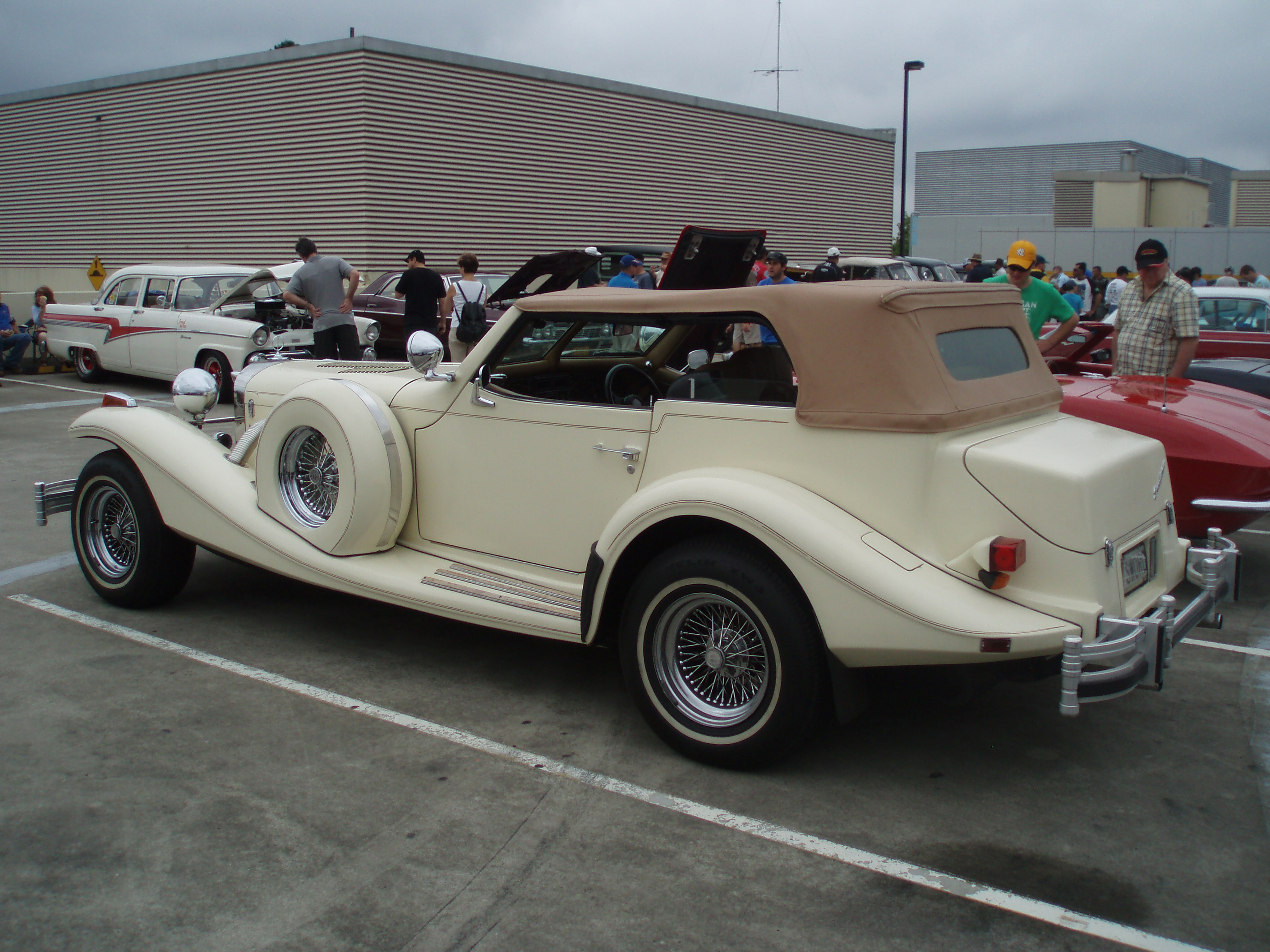
Excalibur Series IV - tył

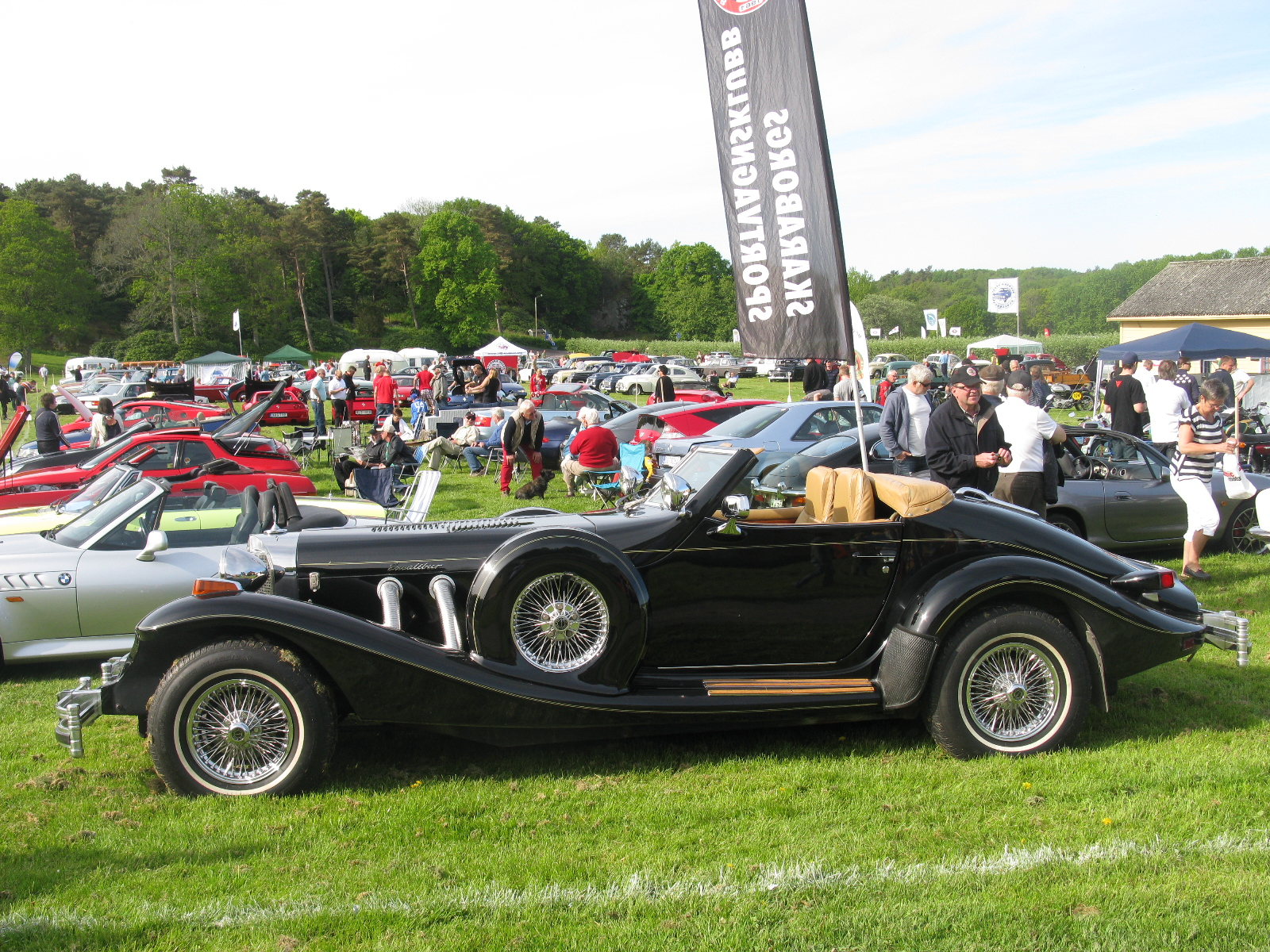
Excalibur Series IV - sylwetka

Linia Series IV zachowała ewolucyjny zakres zmian w stosunku do poprzednika, utrzymując niszową, neoklasyczną estetykę. Samochód wyróżniał się bogatą liczbą chromowanych ozdobników i masywnymi, łukowatymi nadkolami, a także łączeniem żywych barw w wystroju bogato wyposażonej kabiny pasażerskiej. Oprócz stosowanej już w poprzednikach klimatyzacji pojawiła się także m.in. elektryczna regulacja foteli.
Podobnie jak poprzednicy, Excalibur Series IV wyposażony został w benzynową jednostkę napędową typu V8 konstrukcji General Motors. Tym razem charakteryzowała się ona pojemnością 5 litrów.

### Sprzedaż
Excalibur Series IV utrzymał trend relatywnie dużej popularności za poprzedzającym go Series III. Podczas trwającej 5 lat produkcji neoklasycznego sportowego roadstera wyprodukowano ręcznie w Milwaukee 935 egzemplarze - niespełna 200 mniej od poprzednika, ale wciąż ponad 2,5 raza więcej od początkowych konstrukcji Excalibura z przełomu lat 60 i 70.

### Silnik
- V8 5.0l